# Classificação da combinada na Volta a França
A Classificação da combinada do Tour de France foi uma classificação secundária do Tour de France.
Criada o 1968, esta classificação premiava o ciclista com melhor ranking com a soma da Classificação geral, da Classificação por pontos e do Grande Prémio da montanha. A parir de 1984 também se valorizou a Classificação dos esprints intermediários.
De 1968 a 1974 esta classificação era premiada com uma camisa branca. Desapareceu em 1975 quando esta camisa se começou a usar para a Classificação dos jovens. Voltou-se a recuperar de 1982 a 1985 e de 1985 a 1989, este golpe com uma camisa onde se combinava todos os outras camias. O ciclista que tem obtido mais vitórias tem sido Eddy Merckx com cinco.

## Palmarés
| Ano  | Ciclista              | Equipa                | Pontos | Outras camisa           |
| ---- | --------------------- | --------------------- | ------ | ----------------------- |
| 1968 | Franco Bitossi        | Itália                | 11     | Pontos                  |
| 1969 | Eddy Merckx           | Faema                 | 3      | General Pontos Montanha |
| 1970 | Eddy Merckx           | Faema-Faemino         | 4      | Geral Montanha          |
| 1971 | Eddy Merckx           | Molteni               | 5      | Geral Pontos            |
| 1972 | Eddy Merckx           | Molteni               | 4      | Geral Pontos            |
| 1973 | Joop Zoetemelk        | Gitane-Frigécrème     | 20     | -                       |
| 1974 | Eddy Merckx           | Molteni               | 8      | Geral                   |
| 1980 | Ludo Peeters          | IJsboerke-Warncke     | 14     | -                       |
| 1981 | Bernard Hinault       | Renault-Elf-Gitane    | 6      | Geral                   |
| 1982 | Bernard Hinault       | Renault-Elf-Gitane    | ?      | Geral                   |
| 1985 | Greg LeMond           | La Vie Claire-Radar   | 91     | -                       |
| 1986 | Greg LeMond           | La Vie Claire-Radar   | 87     | Geral                   |
| 1987 | Jean-François Bernard | Toshiba-La Vie Claire | 72     | -                       |
| 1988 | Steven Rooks          | PDM                   | 84     | Montanha                |
| 1989 | Steven Rooks          | PDM                   | 89     | -                       |